# Ермак Тимофеевич
Ерма̀к Тимофѐевич Альо̀нин (на руски: Ермак Тимофеевич Алёнин) е руски казашки атаман, който оглавява първия голям военен поход в Сибир. По-късно той се превръща в легендарна фигура в руския фолклор, като често е описван като завоевател на Сибир.

## Биография
Сведенията за живота на Ермак са оскъдни и често противоречиви. Годината на раждането му според различни версии е 1532, 1534 или 1542. Според Черепановския летопис е роден по поречието на Кама, а според други сведения – на Дон или Северна Двина. Предполага се, че Ермак е псевдоним или съкратена форма на истинското му име. Различни източници сочат за негово родно име Ермолай, Герман, Еремей или Василий.
Първоначално Ермак се издига като атаман на една от многобройните казашки групи по течението на Волга, които периодично воюват с Кримското ханство. Според някои сведения той участва в боевете около Смоленск по време на Ливонската война. През лятото на 1579 година, начело на повече от 500 казаци, постъпва на служба при братя Строганови, като поема защитата на техните селища по горното течение на Кама от нападенията на Сибирското ханство. Строганови са едри търговци, които са получили от цар Иван Грозни монополни права за търговия и колонизиране на Приуралието и Сибир.
През есента на 1581 година Ермак оглавява военен поход на изток. Според Строгановския летопис, приеман за меродавен от историци като Николай Карамзин, походът е организиран от Строганови, докато Есиповския и Ремизовския летопис приписват инициативата на самия Ермак. Предполага се, че в началото на похода Ермак разполага с около 850 души. На 1 септември 1581 година те потеглят с 30 лодки нагоре по река Чусовая, които прехвърлят през уралския вододел. След като презимуват по горното течение на река Жаровля, те се спускат по нея и по река Тагил и достигат река Тура.
След няколко успешни сблъсъка с войските на сибирския хан Кучум, Ермак му нанася решително поражение при Чувашев нос на брега на река Тобол, малко по-нагоре от устието ѝ. Казашките части са далеч по-малобройни от сибирските, но разполагат с по-добро въоръжение, включително огнестрелни оръжия, което се оказва решаващо за първоначалните им успехи. Кучум е принуден да изостави столицата си Кашлик (Сибир, Искер) и се оттегля с основните си сили на юг към река Ишим.
На 26 октомври 1582 година Ермак влиза в изоставената столица Кашлик, а през следващото лято подчинява множество селища по течението на Иртиш и Об, но продължава да среща силна съпротива от местните жители. През 1583 година той изпраща пратеници до Строганови и Иван Грозни, но получава подкрепление само от 300 души, които не успяват да помогнат много на оредяващите му войски. Сблъсъците продължават непрекъснато през следващите години и Ермак губи повечето свои атамани. На 6 август 1585 година самият той е убит, докато лагерува с отряд от петдесетина души при устието на река Вагай. Според легендата той се хвърля в реката, за да стигне до лодката си, но се удавя от тежестта на ризницата, подарена му от царя.
Остатъците от войската на Ермак се оттеглят на запад от Урал. По-късно походите в Сибир са подновени с по-голямо участие на царски войски.